# Кристалофон
Кристалофон-/да не се бърка с глас-хармониката/е музикален перкусионен инструмент от групата на пластинковите инструменти. Подобно на много други пластинкови инструменти той се състои от рамка във формата на трапец с 4 крака които му позволяват да стои на земята, хроматично настроени пластини които са от кристал и метални резонатори под формата на тръби разположени под всяка от тях. Използват се леки палки с много меки накрайници.